# IOS 18
iOS 18 ist die 18. Version von iOS, dem Betriebssystem von Apple für das iPhone. Es wurde auf der WWDC am 10. Juni 2024 angekündigt. Es ist der direkte Nachfolger von iOS 17 und wurde zusammen mit watchOS 11, iPadOS 18, macOS Sequoia und visionOS 2 am 16. September 2024 veröffentlicht.
iOS 18 führt Apple Intelligence ein, eine Sammlung von Funktionen, die künstliche Intelligenz verwenden – allerdings nicht bereits mit iOS 18.0, sondern erst mit der Veröffentlichung von iOS 18.1. Zunächst war die Funktionen ausschließlich in den Vereinigten Staaten verfügbar. In der Europäischen Union wurde sie ab April 2025 mit iOS 18.4 eingeführt. Apple sah zuvor Probleme darin, mit der Einführung von Apple Intelligence gleichzeitig das Gesetz über digitale Märkte innerhalb der Europäischen Union einzuhalten. Mit iOS 18.2 wurde der Funktionsumfang von Apple Intelligence um zuvor auf der WWDC 2024 angekündigte Funktionen erweitert, darunter „Image Playground“, „Genmoji“, Schreibwerkzeuge, Integration von ChatGPT und „Visual Intelligence“. Außerdem wurden weitere Varianten der englischen Sprache außerhalb der Vereinigten Staaten unterstützt.
iOS 18 ist für alle iPhones ab dem iPhone XR und dem iPhone SE der zweiten Generation verfügbar und unterstützt damit die gleichen iPhone-Modelle wie der Vorgänger iOS 17. Einzelne Funktionen stehen nur auf neueren Geräten zur Verfügung, Apple Intelligence beispielsweise erst ab iPhone 15 Pro und Pro Max und neuer.